# Delfstrahuizen
Delfstrahuizen (en frison : Dolsterhuzen) est un village de la commune néerlandaise de De Fryske Marren, situé dans la province de Frise.

## Géographie
Le village est situé dans le sud de la Frise, à 10 km au sud de Joure. Baigné par la rive du Tsjûkemar, Delfstrahuizen forme un village jumeau avec Echtenerbrug dont il est séparé par le canal appelé Pier Christiaanssleat.

## Histoire
Delfstrahuizen fait partie de la commune de Lemsterland avant le 1er janvier 2014, où celle-ci est supprimée et fusionnée avec Gaasterlân-Sleat et Skarsterlân pour former la nouvelle commune de De Friese Meren, devenue De Fryske Marren en 2015.

## Démographie
Le 1er janvier 2018, le village comptait 390 habitants.